# 槻木町
槻木町（つきのきまち）は、昭和31年（1956年）まで宮城県柴田郡の北東部にあった町。現在の柴田町北部（おおむね白石川北岸）にあたる。

## 地理
- 河川：阿武隈川、白石川

## 沿革
- 明治22年（1889年）4月1日 - 町村制施行にともない、入間野村・入間田村・海老穴村・上川名村・富沢村・成田村・小成田村・葉坂村・船迫村・四日市場村の計10か村が合併して槻木村が発足。村名は奥州街道の宿駅・槻木宿より命名。
- 明治37年（1904年）4月1日 - 町制施行し、槻木町となる。
- 昭和31年（1956年）4月1日 - 船岡町と合併し、柴田町となる。

## 行政

### 歴代村長
| 代 | 氏名         | 就任                       | 退任                      | 備考 |
| -- | ------------ | -------------------------- | ------------------------- | ---- |
| 1  | 相原逸平     | 明治22年（1889年）4月22日  | 明治32年（1899年）12月9日 |      |
| 2  | 高橋市右ェ門 | 明治32年（1899年）12月27日 | 明治36年（1903年）8月21日 |      |
| 3  | 黒沢源       | 明治36年（1903年）10月12日 | 明治37年（1904年）3月31日 |      |

### 歴代町長
| 代 | 氏名       | 就任                      | 退任                       | 備考         |
| -- | ---------- | ------------------------- | -------------------------- | ------------ |
| 1  | 黒沢源     | 明治37年（1904年）4月1日  | 明治40年（1907年）10月11日 | 村長より留任 |
| 2  | 大沼源太郎 | 明治41年（1908年）4月18日 | 明治45年（1912年）4月17日  |              |
| 3  | 佐藤亀吉   | 明治45年（1912年）4月27日 | 大正5年（1916年）4月26日   |              |
| 4  | 小室源吾   | 大正5年（1916年）10月6日  | 昭和5年（1930年）5月16日   |              |
| 5  | 大沼理四郎 | 昭和5年（1930年）6月24日  | 昭和9年（1934年）6月23日   |              |
| 6  | 渡辺太蔵   | 昭和9年（1934年）6月24日  | 昭和13年（1938年）6月23日  |              |
| 7  | 北条伊平   | 昭和13年（1938年）6月24日 | 昭和17年（1942年）6月23日  |              |
| 8  | 小室源吾   | 昭和17年（1942年）6月24日 | 昭和18年（1943年）8月17日  | 再任         |
| 9  | 大沼理四郎 | 昭和18年（1943年）8月18日 | 昭和19年（1944年）11月30日 | 再任         |
| 10 | 桜井綱     | 昭和19年（1944年）12月7日 | 昭和21年（1946年）11月20日 |              |
| 11 | 加茂久治   | 昭和22年（1947年）4月8日  | 昭和26年（1951年）4月24日  |              |
| 12 | 加藤政之助 | 昭和26年（1951年）4月25日 | 昭和27年（1952年）4月8日   |              |
| 13 | 大沼金治   | 昭和27年（1952年）5月9日  | 昭和30年（1955年）5月20日  |              |
| 14 | 神谷重雄   | 昭和30年（1955年）6月14日 | 昭和31年（1956年）3月31日  |              |

## 交通

### 鉄道
- 国鉄東北本線：槻木駅
- 角田軌道：槻木駅
※角田軌道は昭和4年（1929年）に廃止

### 道路
- 国道4号